# Nordlig torngräshoppa
Nordlig torngräshoppa, Tetrix fuliginosa, är en art i insektsordningen hopprätvingar som tillhör familjen torngräshoppor. Kroppslängden är 12 till 17 millimeter och färgteckningen är brunaktig. I Sverige har den en nordlig utbredning och hittas i fjällnära områden på marker med ängsvegetation och inslag av buskar, som fjällängar.
Hela utbredningsområdet sträcker sig från Sverige över Finland till nordöstra Ryssland när Stilla havet. Avskilda populationer finns i bergstrakter i Polen och Slovakien. Nordtorngräshoppa föredrar fuktiga regioner men den hittades även på ängar kort efter bränder.
Antagligen påverkas arten i framtiden av torka. Populationens storlek är okänd. IUCN listar arten med kunskapsbrist (DD).